# Неизвестная Мэрилин
«Неизвестная Мэрилин» (англ. Love, Marilyn) — американский документальный фильм 2012 года о Мэрилин Монро, режиссёра Лиз Гарбус. Премьера фильма состоялась на Международном кинофестивале в Торонто 12 сентября 2012 года. Кинокартина основана на книге «Fragments: Poems, Intimate Notes, Letters» (2010).
Фильм изначально планировалось назвать «Фрагменты», но позже название было изменено на «Неизвестная Мэрилин».

## Сюжет
Эта документальная лента раскрывает образ Мэрилин Монро с новой, неизвестной широкой публике стороны. Картина основана на многочисленных дневниках, письмах и стихах, написанных самой Мэрилин и найденных среди вещей Артура Миллера — последнего мужа звезды.

## Приглашённые звёзды
- Гленн Клоуз
- Эллен Берстин
- Эдриен Броуди
- Элизабет Бэнкс
- Виола Дэвис
- Бен Фостер
- Пол Джаматти
- Ума Турман
- Мариса Томей
- Эван Рэйчел Вуд
- Лили Тейлор
- Джанет МакТир
- Линдси Лохан
- Джереми Пивен
- Оливер Платт
- Винесса Шоу

## Отзывы критиков
Критики из журнала Entertainment Weekly, в своём обзоре на фильм писали: «Культовая звезда занимает центральное место в откровенном документальном фильме HBO, который сочетает в себе старые кадры и множество интервью с такими актёрами, как Виола Дэвис и Гленн Клоуз».
Мэттью Гилберт, кинокритик из The Boston Globe, положительно оценил фильм, написав: «Ну да, больше Мэрилин — это именно то, что нам нужно, когда проект так изысканно выполнен. Новый документальный фильм HBO, премьера которого состоится в понедельник в 9 часов вечера, является элегантным пастишем, основанным на коробках собственных сочинений Монро, которые были обнаружены несколько лет назад. Это не традиционный биографический фильм американских мастеров, потому что режиссёр Лиз Гарбус не пытается наложить хронологию на материал… Гарбус ловко складывает вместе фрагменты жизни, рассказанной, в некотором роде, самой Монро. Она изобретательно соединяет воедино импрессионистскую, показательную и в конечном счёте трогательную версию истории, которую многие из нас уже знают».